# Specific-Pathogen-Free
Specific-pathogen-free (SPF, deutsch: spezifisch pathogenfrei) bezeichnet in der Versuchstierhaltung und der Zellkultur-Technik die Abwesenheit bestimmter Krankheitserreger (Pathogene), wie Bakterien, Pilze und Viren. Die Federation of Laboratory Animal Science Associations (FELASA, der Dachverband der europäischen Gesellschaften für Versuchstierkunde) hat in ihre Empfehlungen zur Gesundheitsüberwachung von Versuchstierhaltungen (Recommendations for the health monitoring of rodent and rabbit colonies in breeding and experimental units, in: Laboratory Animals, 2002) mehrere Listen von Erregern veröffentlicht, auf die bestimmte Tierarten untersucht werden sollen.
In SPF-Bereichen herrscht ein besonders hoher Hygienestatus. Das Personal betritt den Bereich über Schleusen (Umkleiden, Luftduschen oder Naßduschen) und darf sich nur mit Schutzkleidung in diesem keimarmen Milieu aufhalten, um beispielsweise die Tiere zu versorgen oder Tiere für einen Versuch zu entnehmen. Dieser Bereich ist durch weitere Material-Schleusen von der Außenwelt abgeschottet. Durch sie werden zuvor autoklavierte Käfige, Futtersäcke, Wasserflaschen oder ähnliches Enrichment eingeschleust. 
Im SPF-Bereich herrscht ein geringfügiger höherer Luftdruck (je Stufe Außenwelt → Arbeitsbereich/Versorgungsgang → Tierraum circa 50 Pa), damit beim Öffnen der Schleusen keine Keime von der Außenwelt nach innen dringen können. Gehalten werden meistens Nager wie Mäuse, Ratten und Hamster, häufig in Laminarströmungs-Schränken wie Scantainern oder in einzelbelüfteten Käfigen [individual ventilated cages (IVC)]. Seltener sind auch Tiere wie Schafe, Ziegen, Minischweine und Hausschweine anzutreffen.